# Åsle socken
Åsle socken i Västergötland ingick i Vartofta härad, ingår sedan 1974 i Falköpings kommun och motsvarar från 2016 Åsle distrikt.
Socknens areal är 20,56 kvadratkilometer varav 20,42 land. År 2000 fanns här 263 invånare.  Kyrkbyn Åsle med sockenkyrkan Åsle kyrka ligger i socknen.

## Administrativ historik
Socknen har medeltida ursprung. 
Vid kommunreformen 1862 övergick socknens ansvar för de kyrkliga frågorna till Åsle församling och för de borgerliga frågorna bildades Åsle landskommun. Landskommunen uppgick 1952 i Vartofta landskommun som 1974 uppgick i Falköpings kommun. Församlingen uppgick 2010 i Åslebygdens församling.
.
1 januari 2016 inrättades distriktet Åsle, med samma omfattning som församlingen hade 1999/2000.  
Socknen har tillhört län, fögderier, tingslag och domsagor enligt vad som beskrivs i artikeln Vartofta härad. De indelta soldaterna tillhörde Skaraborgs regemente, Livkompaniet och Västgöta regemente, Gudhems kompani.

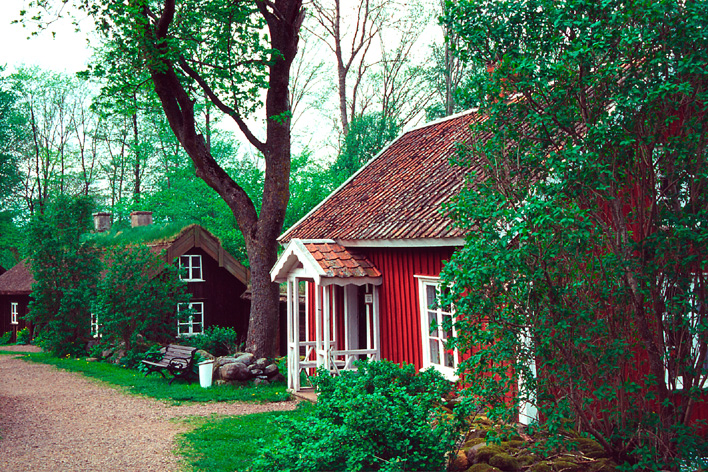
Åsle tå, en fattigbebyggelse i Åsle.

## Geografi
Åsle socken ligger öster om Falköping med Åsle mosse i väster och Gerumsberget i öster. Socknen en odlingsbygd på Falbygden och skogsbygd i öster.

## Fornlämningar
Boplatser och fyra gånggrifter från stenåldern är funna. Från bronsåldern finns skålgropsförekomster och två depåfynd från denna tid har påträffats. Från järnåldern finns spridda gravar och stensättningar. En offerkälla finns vid Stora Hallan.

## Namnet
Namnet skrevs 1360 Asle och kommer från kyrkbyn. Namnet innehåller troligen asl, 'betsmark'.